# Kyrörivier
De Kyrörivier (Zweeds: Kyröjoki) is een rivier die stroomt in de Zweedse  gemeente Övertorneå. De rivier ontstaat door samenvloeiing van een aantal beken. Ze stroomt zuidwaarts en voegt zich bij het Olkamangijärvi bij de Rovanoja. Ze is ongeveer 7 kilometer lang.